# Granby (Missouri)
Granby és una població dels Estats Units a l'estat de Missouri. Segons el cens del 2000 tenia 2.121 habitants.

## Demografia
Segons el cens del 2000, Granby tenia 2.121 habitants, 850 habitatges, i 589 famílies. La densitat de població era de 184,4 habitants per km².
Dels 850 habitatges en un 31,5% hi vivien nens de menys de 18 anys, en un 51,4% hi vivien parelles casades, en un 13,1% dones solteres, i en un 30,6% no eren unitats familiars. En el 27,1% dels habitatges hi vivien persones soles el 13,3% de les quals corresponia a persones de 65 anys o més que vivien soles. El nombre mitjà de persones vivint en cada habitatge era de 2,44 i el nombre mitjà de persones que vivien en cada família era de 2,93.
Per edats la població es repartia de la següent manera: un 25,6% tenia menys de 18 anys, un 9,8% entre 18 i 24, un 26,8% entre 25 i 44, un 22,2% de 45 a 60 i un 15,7% 65 anys o més.
L'edat mediana era de 36 anys. Per cada 100 dones de 18 o més anys hi havia 81,2 homes.
La renda mediana per habitatge era de 28.625 $ i la renda mediana per família de 32.455 $. Els homes tenien una renda mediana de 26.515 $ mentre que les dones 18.208 $. La renda per capita de la població era de 13.371 $. Entorn del 13% de les famílies i el 16,1% de la població estaven per davall del llindar de pobresa.

## Poblacions més properes
El següent diagrama mostra les poblacions més properes.